# ケチャップは野菜

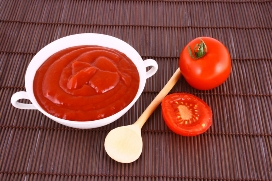
アメリカ合衆国では、1981年に可決された法案により、代替食品にてガイドラインで取り決められた栄養要件を達成することが可能となった。

「ケチャップは野菜」（ケチャップはやさい、Ketchup as a vegetable）とは、レーガン政権時代の1981年にアメリカ合衆国農務省（USDA）の食品栄養サービス（FNS）が提案した学校給食プログラムの規制に端を発した論争である。
アメリカの学校給食はそのガイドラインによって牛乳、肉、パン、野菜、果物の5品目を提供することが取り決められていたが、学校給食プログラムは、1980年、1981年に成立した包括的予算調整法によって15億ドルの予算削減を求められた。FNSはこれに対処するため、「ピクルスレリッシュのような調味料も、定められた野菜の量と同等であれば、野菜や果物としてカウントすることができるようしたい」とする提案を行ったが、これは、調味料であるケチャップを野菜としてカウントすることが可能となる文言であるとして、世論の大きな反発を受けることとなった。

## 背景

レーガノミクスと呼ばれた自らの経済政策をテレビで伝えるレーガン大統領（1981年7月27日）

1980年代、アメリカの大統領ロナルド・レーガンは、レーガノミクスと呼ばれる大規模な経済政策に着手しており、USDAを含む連邦の各種機関は、それぞれが数十億ドルの予算削減目標を課せられた。USDAはこの対応としてコミュニティサービス局の機能を保健福祉省に移管し、メディケイドやフードスタンプ、学校給食プログラムといった社会保障に対する政府予算の削減を推し進めた。学校給食プログラムの予算は、前任のジミー・カーター大統領が署名し1980年に可決された包括的予算調整法で既に8%が削減されていたが、翌1981年の包括的予算調整法ではさらに25%にあたる15億ドルが削減された。FNSは朝食・昼食で提供する給食に対して栄養ガイドラインを定め、それに適合する献立を設けていたが、予算の削減と同時に栄養基準の維持を求められたFNSは、このガイドラインの改定の必要性に迫られた。
1981年9月4日、FNSは全国学校給食の管理者に対して削減された予算の中で柔軟な学校給食の提供が行えるように「National School Lunch, School Breakfast, and Child Care Food Programs; Meal Pattern Requirements」（全国学校給食、朝食および保育食プログラム、食事パターンの要件）と題した提言を行った。この提言書の中において定められた5品目の代替食品を定義し、より低価格で学校給食プログラムが求める要件を満たせるよう提案した。この文章の中に「ケチャップ」という文言は含まれていなかったが、ピクルスレリッシュなどの調味料を野菜としてカウントすることを許諾していたことや、トマトペーストをトマトジュースとして換算することを許諾していたことなどが、報道機関などによって否定的な目線で取り上げられ、大きな騒動へと発展した。ケチャップについて最初に言及したのは提言発表から5日後のワシントン・ポスト紙で、「When Is Ketchup a Vegetable? When Tofu Is Meat.」(なぞなぞ。ケチャップが野菜になるのはいつ？答え。豆腐が肉になるとき。)というタイトルでFNSの提言を取り上げた。

## FNSの提言
予算の削減と摂取栄養基準の維持という相反する課題を取り込む必要があったFNSの提言「National School Lunch, School Breakfast, and Child Care Food Programs; Meal Pattern Requirements」は、主に「学校給食プログラムの管理を簡素化すること」「提供する食事量を減らすこと」「特定の食品を摂取栄養基準に対してどのようにカウントするかについての見直し」といった3つの目標を立てて設計がなされていた。FNSは学校給食プログラムの記録管理と報告を省略・簡素化・合理化することにより全体の管理コストの低減を目指した。また、これまで年齢毎に5つのグループに分けられていた食事計画は未就学児、小学生、中学生の3つのグループに再分類することで全体的な提供食事量の削減を提案した。また、各学校の給食管理者に向けては、大量生産に焦点を当てた献立の開発を奨励した。さらには柔軟な給食計画が立案できるよう、各品目を満たす代替食品について以下のような提案をした。

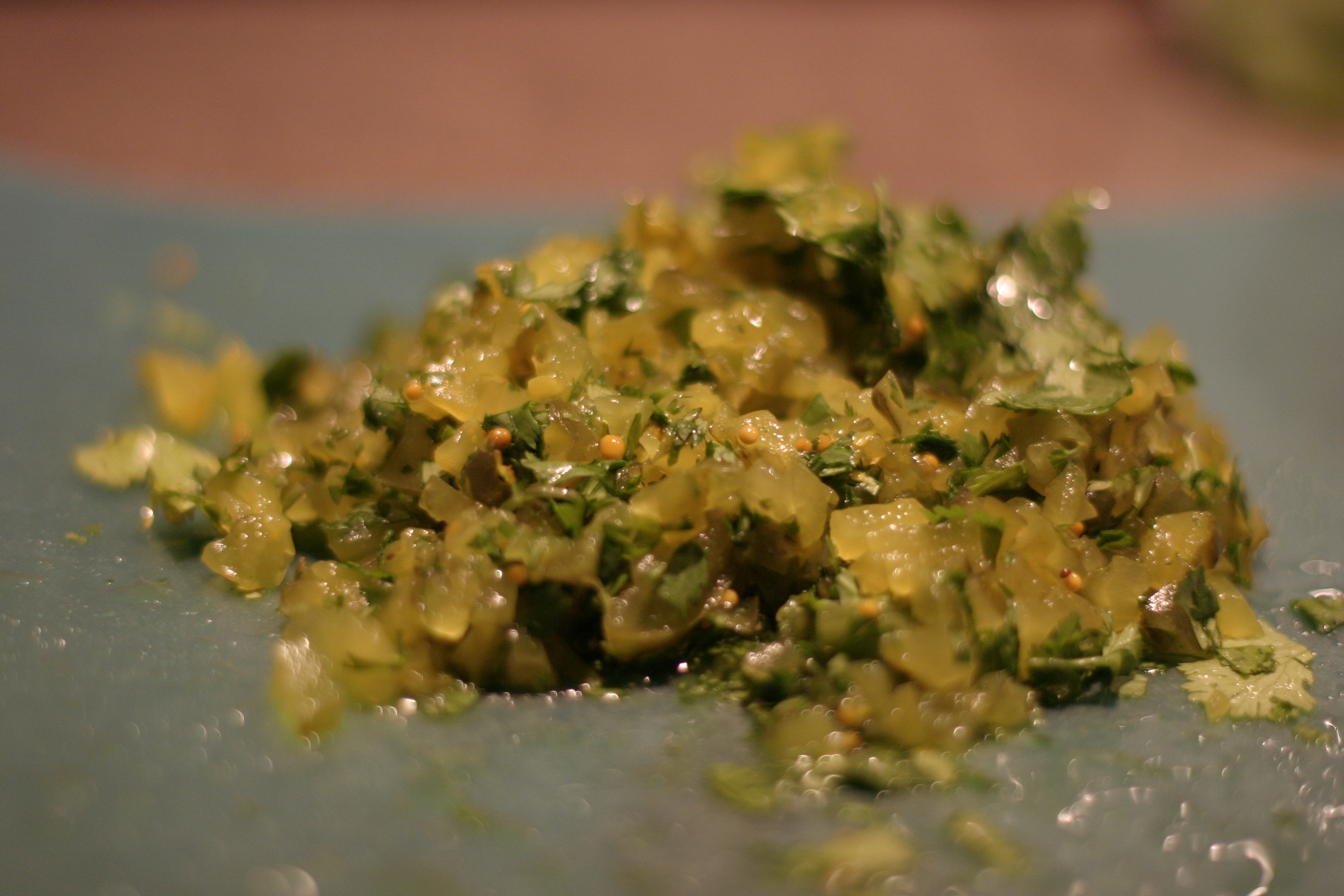
同量の野菜としてカウントできるとして例示されたピクルスレリッシュ（ピクルスのみじん切り）。

肉
ピーナッツをはじめとしたナッツ類、それを原料としたピーナッツバターなどのバター類は、肉の半分の栄養源としてカウントできる。ヨーグルト、豆腐、卵などは同等の肉の栄養源としてカウントできる。
パン
強化小麦粉または全粒粉を使用したあらゆる食品をパンと定義する。例えばパスタ、クラッカー、シリアル食品、ロールケーキ、プレッツェル、米、オートミールなどはパンの代替食品とみなす。
野菜と果物
果物/野菜濃縮物に関する要件を調整し、さらに野菜ジュースまたはフルーツジュースが野菜/果物1食分の半分までという規制を撤廃する。ピクルスレリッシュなどの調味料を同量の野菜としてカウントすることを許可する。また、トマトペーストなどの果物/野菜濃縮物は大さじ1杯を標準的な野菜摂取量であるトマトジュース1/4カップに相当するとみなす。
牛乳
牛乳に関する要件は撤廃とし、学校が提供する牛乳を選択できるようにする。また、牛乳の代替としてヨーグルトの提供を許可する。

## 反応
FNSの提言が連邦官報に掲載されたのは1981年9月4日で、その翌日はニューヨーク・タイムズ紙に学校給食の変更案について小さく掲載されるにとどまった。その後、9月9日にワシントン・ポスト紙が「ケチャップは野菜」とセンセーショナルに取り上げると、ニューヨーク・タイムズ紙のコラムニストラッセル・ベイカーは「議会はフライドポテトにケチャップを加えることでさらに給食費を削ることができないか議論している」と皮肉を込めてコメントした。食品業界の監視団体である公益科学センターは9月11日に「USDAは提供される給食の量と質を低下させる改定案を出してきた」として独自のプレスリリースでFNSの提言を詳報した。その後も新聞各社がケチャップに焦点を当てて皮肉を押し出したニュースタイトルで政府とレーガン政権の批判を続けた。9月24日、バーモント州民主党のパトリック・リーヒは、新聞記者やカメラマンを議員会館に招き、ガイドラインに基づく未就学児向けの食事を実際に再現してその内容がいかに酷いものかを示した。トマトケチャップで財を成したクラフト・ハインツにルーツを持つペンシルベニア州共和党ジョン・ハインツは、ケチャップは調味料だと強調し、FNSの提案をばかげていると批判した。

## その後の顚末

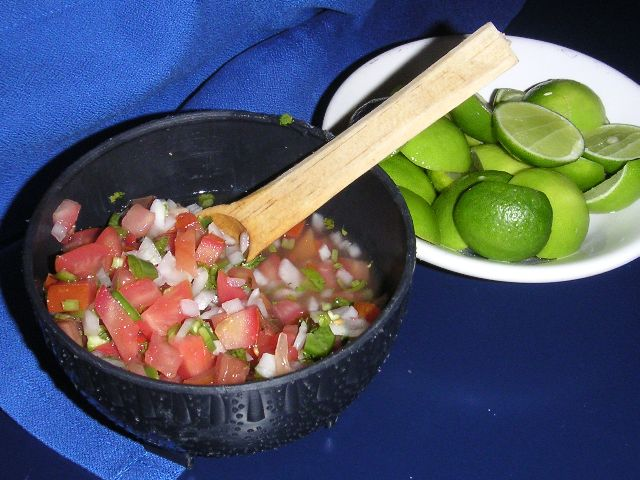
1998年に野菜としてカウントすることが許可されたサルサソース。

レーガン大統領はこの件について公に反論や擁護を行わなかったが、発表からわずか3週間後の1981年9月25日にFNSの提言は撤回された。USDAはその後の記者会見で「FNSの提言について誤って伝えられ、世間は大きな誤解をしている」として擁護しようとしたが、同年11月17日に修正提案が発表され、「調味料を野菜としてカウントする」という記述は提言から削除された。また、FNSの長官を務めていたウィリアム・ホーグランドは、11月末で解任となった。
ニューヨーク大学の教授で食品文化や歴史の研究を行っているエイミー・ベントリーは、FNS提言のなかで謳われている他の施策（例えばクッキーやパイを朝食とすること、低脂肪乳を全乳に置き換えることなど）が、ケチャップと比較してそれほど批判の対象にならなかった理由について、1980年代のアメリカ人は、肥満率の増加とそれに伴う健康上の問題にまだ遭遇していなかったためではないかと推察している。
この論争から17年が経過した1998年、サルサが学校給食において野菜として認められるガイドラインの改定が行われた。USDAの職員はケチャップとサルサを比較しつつ、「ケチャップはほとんどが砂糖と酢だが、サルサは本質的には野菜だ」とコメントした。また、2011年にはUSDAが推進する学校給食プログラムの改定を契機として「ピザは野菜」論争が持ち上がった。

## その他
- ケチャップの主原料であるトマトについて、アメリカ合衆国連邦裁判所は1893年に「トマトは商業目的の野菜」として定義しており、キュウリ、カボチャ、ピーマンなどの草本植物の果実と同じく「野菜」として販売される[5]。
- 1995年に発売されたトレーディングカードゲームの『イルミナティ New World Order（英語版）』には、“Ketchup is a Vegetable”という、ボトルケチャップを持った男性が描かれたカードが登場する[13]。